# Mischogyne
Mischogyne is een geslacht uit de familie Annonaceae. De soorten uit het geslacht komen voor van tropisch West-Afrika tot in Angola.

## Soorten
- Mischogyne congensis Gosline
- Mischogyne elliotiana (Engl. & Diels) R.E.Fr. ex Le Thomas
- Mischogyne gabonensis (Pellegr. ex Le Thomas) Gosline
- Mischogyne iddii Gosline & A.R.Marshall
- Mischogyne michelioides Exell